# Greetje Kraan
Greetje Kraan   (segle XX) fou una nedadora neerlandesa, especialista en estil lliure, que va competir durant la dècada de 1950.
En el seu palmarès destaca una medalla d'or en els 4×100 metres lliures del Campionat d'Europa de natació de 1958. Formà equip amb Corrie Schimmel, Tineke Lagerberg i Cocky Gastelaars. Entre març i agost de 1956 va posseir el rècord del món dels 100 metres lliures. Millorà en dues ocasions el rècord del món dels 4x100 metres estils, el 1956 i 1957. El 1957 també millorà el rècord d'Europa dels 100 metres lliures en piscina curta.